# Белфаст Селтик
Футбольный клуб «Бе́лфаст Се́лтик» (англ. Belfast Celtic Football Club) — футбольный клуб из Северной Ирландии, основанный в 1891 году и существовавший до 1949 года. Был одним из самых успешных клубов в Ирландии до своего выхода из Ирландской лиги в 1949 году.

## История
Клуб был основан в 1891 году и изначально назывался «Селтик» (англ. Celtic) по названию одноименного клуба из Глазго. В 1901 году клуб сменил название на «Белфаст Селтик». Домашним стадионом клуба был «Селтик Парк», расположенный в западном Белфасте, известный среди фанатов как «Рай» (Paradise). Свой первый титул «Селтик» выиграл в 1900-м году, обыграв «Линфилд» с минимальным счётом.
В 1920-е годы Ирландию захлестнула волна насилия, последовавшая за войной за независимость и разделением Ирландии. Насилие распространилось и на футбольные стадионы, из-за чего в 1920 году «Белфаст Селтик» был вынужден сняться с розыгрыша чемпионата, несмотря на победу в нём в этом сезоне. Команда вернулась в чемпионат только в 1924 году. Фанатская база «Белфаст Селтик» состояла почти целиком из ирландских националистов.
Несмотря на это, до начала Второй мировой войны «Белфаст Селтик» выступал достаточно успешно, выиграв чемпионский титул в четырёх сезонах подряд после своего возвращения (1925/26, 1926/27, 1927/28 и 1928/29). В 1930-е годы команда становилась чемпионом шесть раз (в сезонах 1932/33, 1935/36, 1936/37, 1937/38, 1938/39 и 1939/40).
В Boxing Day 1948 года «Белфаст Селтик» играл с «Линфилдом» на «Уиндзор Парк». «Селтик» выигрывал, но на последней минуте «Линфилд» сравнял счёт. Болельщики «Линфилда» выбежали на поле и атаковали футболистов «Селтика», включая центрфорварда Джимми Джонса, которому сломали ногу. Вскоре после этого инцидента клуб решил выйти из лиги.
В 1949 году клуб отправился тур по США. В том же году произошёл конфликт в совете директоров клуба, а стадион «Селтик Парк» был продан с молотка. Клуб вышел из всех официальных турниров, но продолжал играть товарищеские матчи, в том числе победный матч против сборной Шотландии в США в 1949 году и матч против «Селтика» 17 мая 1952 года. Последний товарищеский матч «Белфаст Селтик» провёл 24 июня 1960 года в Колрейне.
Стадион клуба функционировал до 1980-х годов в качестве арены для собачьих бегов. Затем он был снесён. На его месте построили торговый центр, на котором располагается табличка, напоминающая о том, что раньше на этом месте играл «Белфаст Селтик». Также в торговом центре открыт небольшой музей клуба.
«Белфаст Селтик» входил в четвёрку клубов с самой высокой посещаемостью домашних матчей в Ирландской лиге (другими клубами были «Линфилд», «Дистиллери» (в настоящее время – «Лисберн Дистиллери») и «Гленторан»).

## Достижения

### Первая команда
- Чемпион Ирландской лиги (14): 1899/00, 1914/15, 1919/20, 1925/26, 1926/27, 1927/28, 1928/29, 1932/33, 1935/36, 1936/37, 1937/38, 1938/39, 1939/40, 1947/48
- Обладатель Ирландского кубка (8): 1917/18, 1925/26, 1936/37, 1937/38, 1940/41, 1942/43, 1943/44, 1946/47
- Обладатель Городского кубка (11): 1905/06, 1906/07, 1918/19 (разделён с «Глентораном»), 1925/26, 1927/28, 1929/30, 1930/31, 1932/33, 1939/40, 1947/48, 1948/49
- Обладатель Золотого кубка (6): 1911/12, 1925/26, 1934/35, 1938/39, 1939/40, 1947/48
- Обладатель Щита графства Антрим (7): 1894/95, 1926/27, 1935/36, 1936/37, 1938/39, 1942/43, 1944/45
- Обладатель Межгородского кубка Дублина и Белфаста: 1947/48 (титул разделён с «Дистиллери»)
- Чемпион Лиги Белфаста и окрестностей: 1918/19
- Чемпион Северной региональной лиги (4): 1940/41, 1941/42, 1943/44, 1946/47
- Обладатель Золотого кубка (4): 1940/41, 1943/44, 1945/46, 1946/47

### Резервная команда
- Обладатель Промежуточного кубка Ирландии (5): 1913/14†, 1934/35†, 1935/36†, 1936/37†, 1939/40†
- Обладатель Кубка Стил энд Санс (5): 1912/13†, 1916/17†, 1917/18†, 1934/35†, 1935/36†

† Титулы были выиграны командой «Белфаст Селтик II».

## Известные игроки
| - Том Ахерн - Луис Букмен - Берти Фултон - Томми Брин - Джеки Браун - Джеки Култер - Сэмми Карран - Мики Хэмилл - Энди Кеннеди - Джимми Макалинден - Билли Макмиллан - Патрик О’Коннелл - Элайша Скотт - Винсент Моррисон | - Альберт Уир - Чарли Талли - Джеки Вернон - Джимми Джонс - Джонни Кэмпбелл - Рон Гринвуд - Джордж Кей - Джон Финан - Мик О’Флэнаган - Оскар Трейнор - Робин Лоулер - Вилли Макстей - Джерри Макалун |

## Известные тренеры
- Элайша Скотт: 1934—1949